# Blockhausen

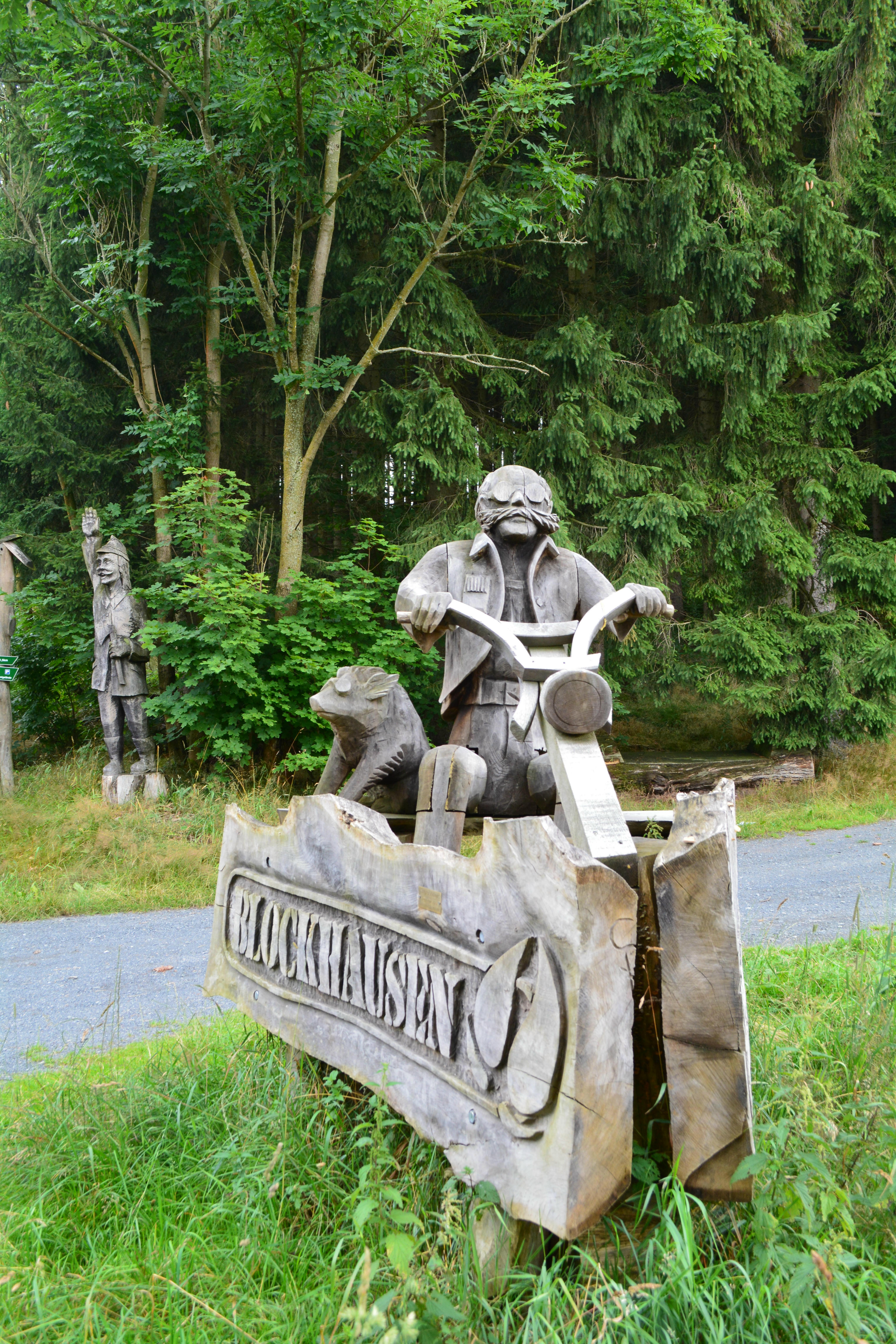
Wegweiser

Blockhausen ist ein Walderlebniszentrum zwischen Mulda/Sa. und Dorfchemnitz im Landkreis Mittelsachsen. Das Zentrum ist Austragungsort des Huskycup, eines internationalen Kettensägen-Wettbewerbs, der Qualifikation zur Deutschen Speedcarving-Meisterschaft und des Blockhausen Cup.

## Geschichte

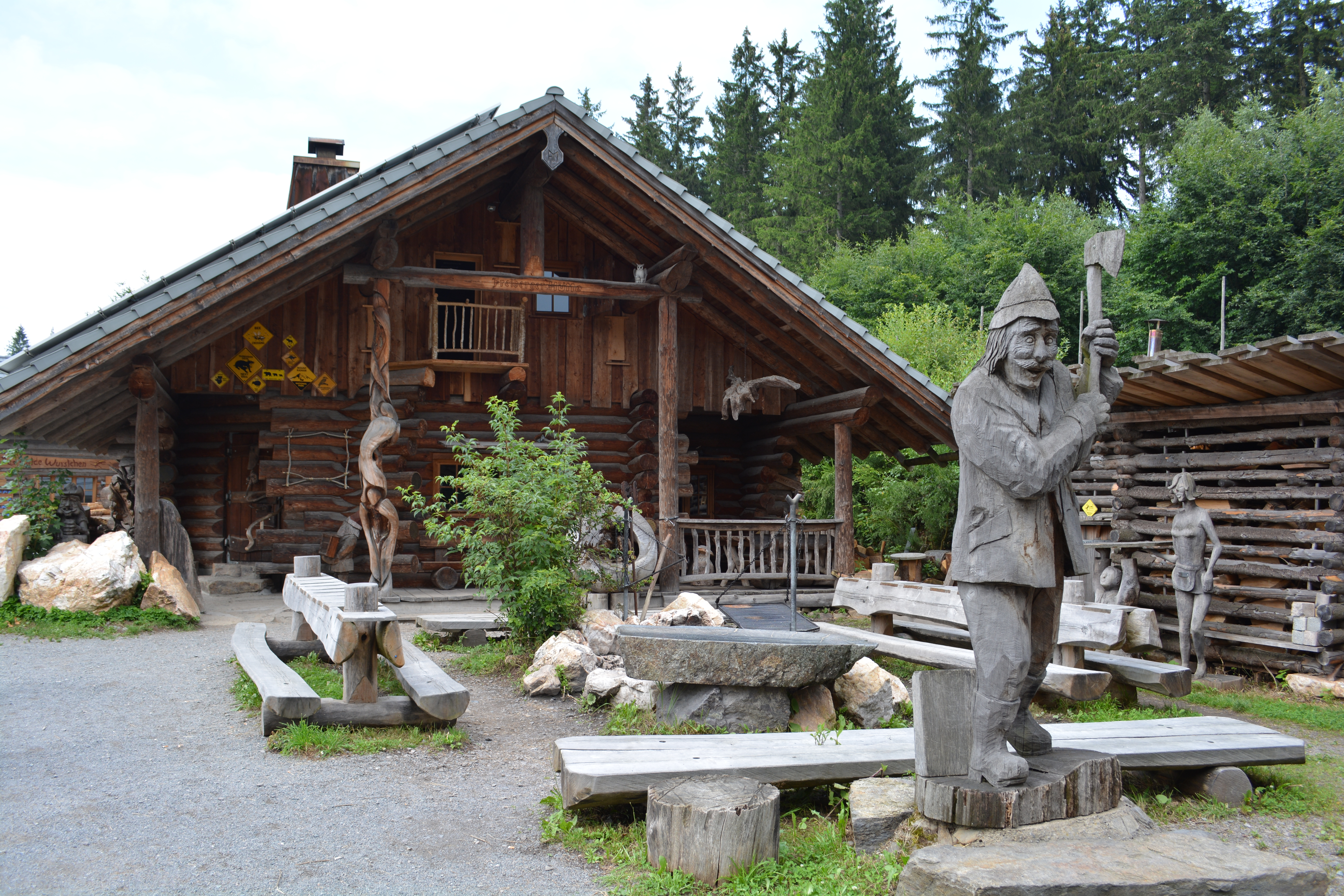
Freiberger Hütte

Die erste Hütte, die Freiberger Hütte, entstand bereits 1996 auf dem Grundstück von Andreas Martin in Mulda. Ein Jahr später wurde diese in den Wald umgesetzt. Damit begann die Entstehung von Blockhausen. Die Hütte im kanadischen Stil hat einen achteckigen Grundriss und ist ca. 68 m² groß. Die Dachkonstruktion wird mittig von einer mächtigen Mittelsäule getragen und darin finden bis zu 50 Personen Platz. In der Hütte befindet sich eine Küche, die der Schreinermeister Günter Janzen aus Cämmerswalde nach Plänen des Holzdesigners Jahn Haufe aus Mulda gebaut hat. Zur Hütte gehört noch ein Badezuber, ein Platz für Lagerfeuer und ein Kräutergarten.

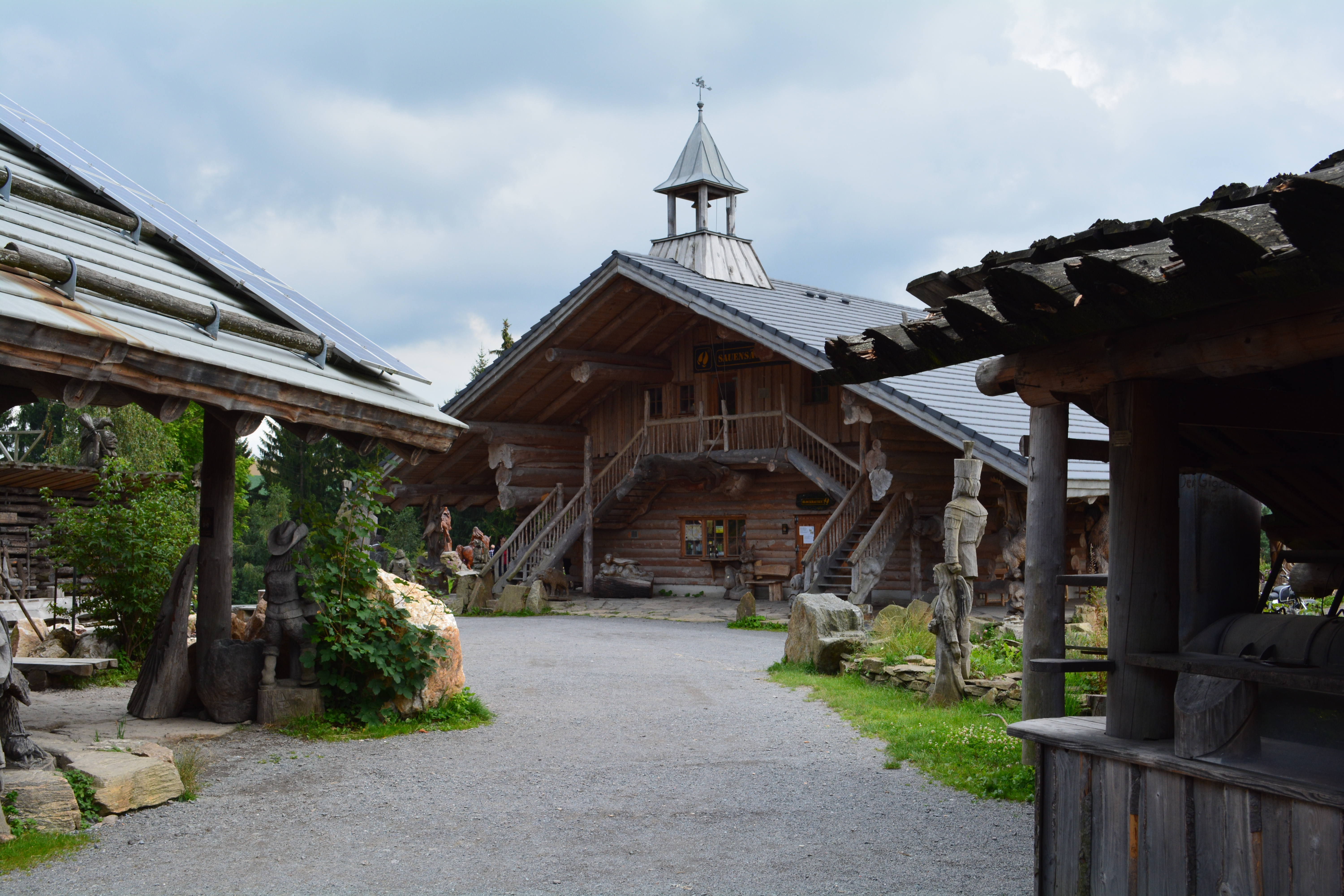
Große Hütte

Mit dem Bau der großen Hütte wurde am 9. April 2009 begonnen. Zunächst wurde mit 31 m³ Beton die Bodenplatte hergestellt. Der eigentliche Bau erfolgte ab dem 20. April 2009 unter der Leitung von Wolfgang Buheitel aus Rehau im oberfränkischen Landkreis Hof in Bayern. Bereits zwei Tage später war das 560 m² große Dach mit Dachschalung und Schindeln fertig. Es wurden gesamt gerechnet ca. 381 m³ Holz verbaut. Auch hier entstanden eine moderne Küche und Sanitäranlagen. Der große Raum bietet 70 Personen Platz. Unter dem Dach befinden sich Übernachtungsmöglichkeiten für 23 Personen.

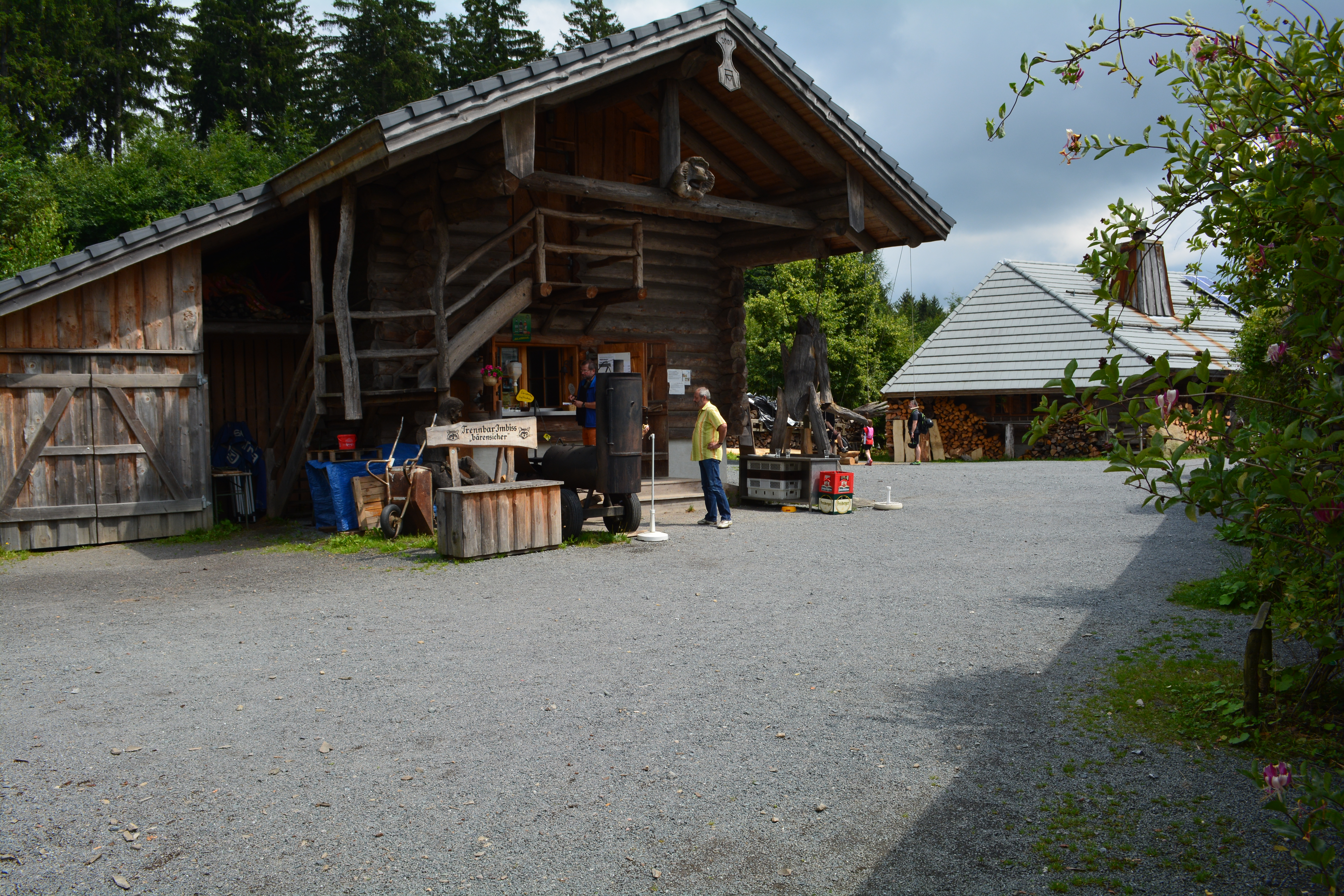
Imbiss und Heuhotel

Als derzeit dritte Hütte ist ein Imbiss mit darüber liegendem Heuhotel entstanden, das 25 Personen Platz bietet. Neben der Hütte befindet sich eine riesige Holzmarionette (Ent aus Herr der Ringe), 2008 entstanden.

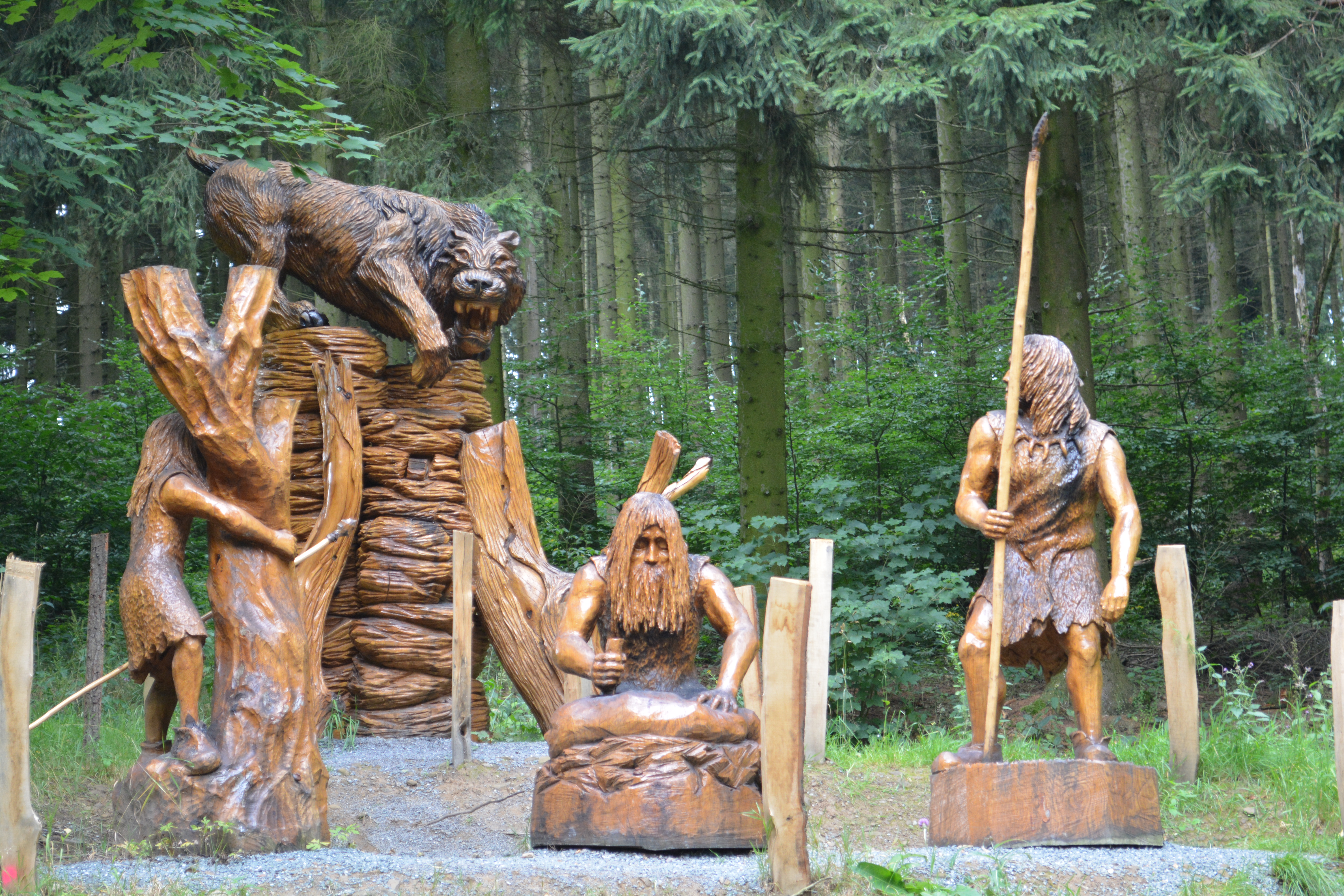
Bienenbeuten

Auf dem Weg zum Blockhaus befinden sich die Beuten der Schauimkerei, die beim Huskycup 2011 von den Kettensägenkünstlern geschaffen wurden und von einem Imker bewirtschaftet werden. In mehreren Schaukästen werden das Leben der Bienen und die Arbeit des Imkers erläutert und dargestellt.

## Längster Holztisch der Welt

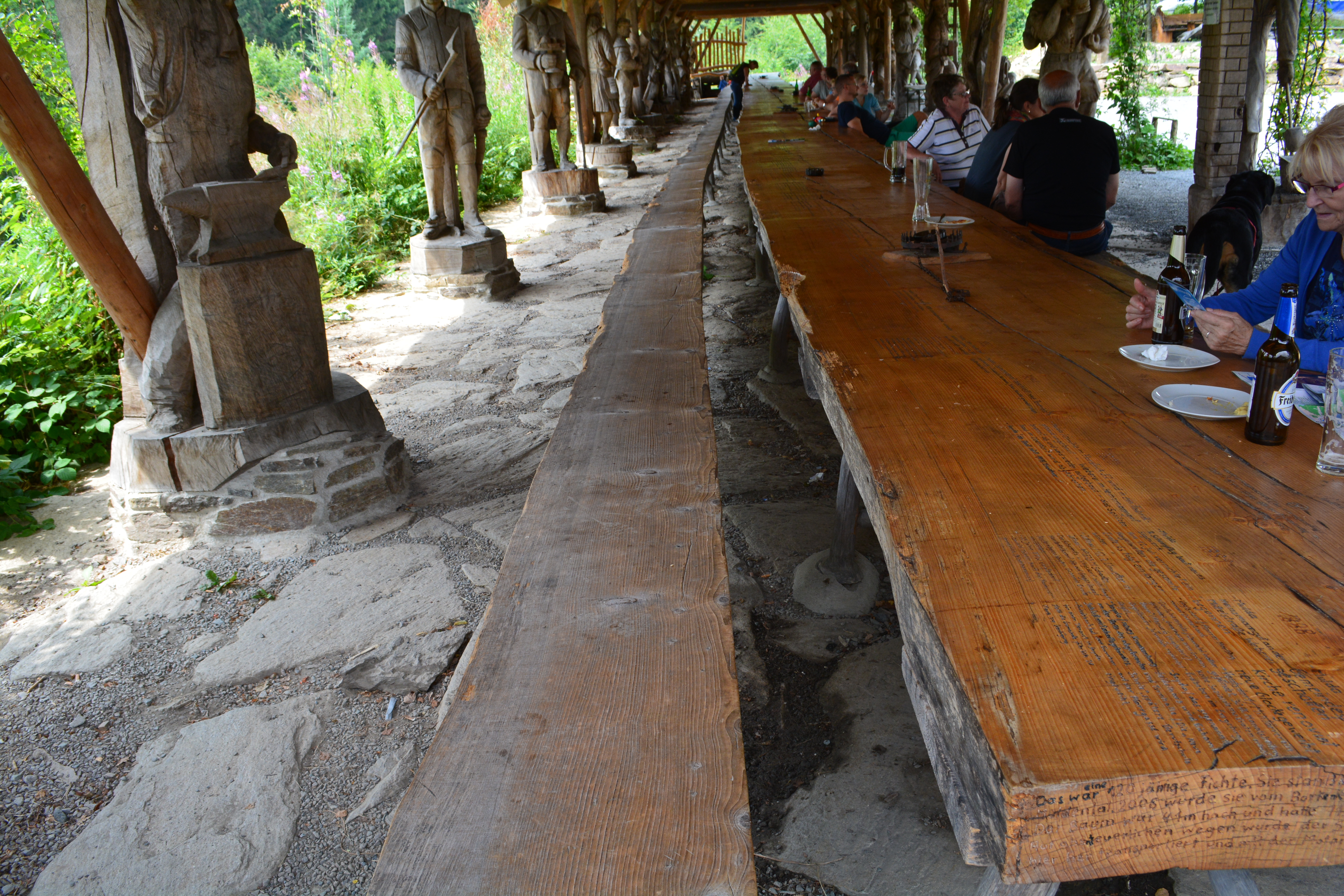
Längster Tisch

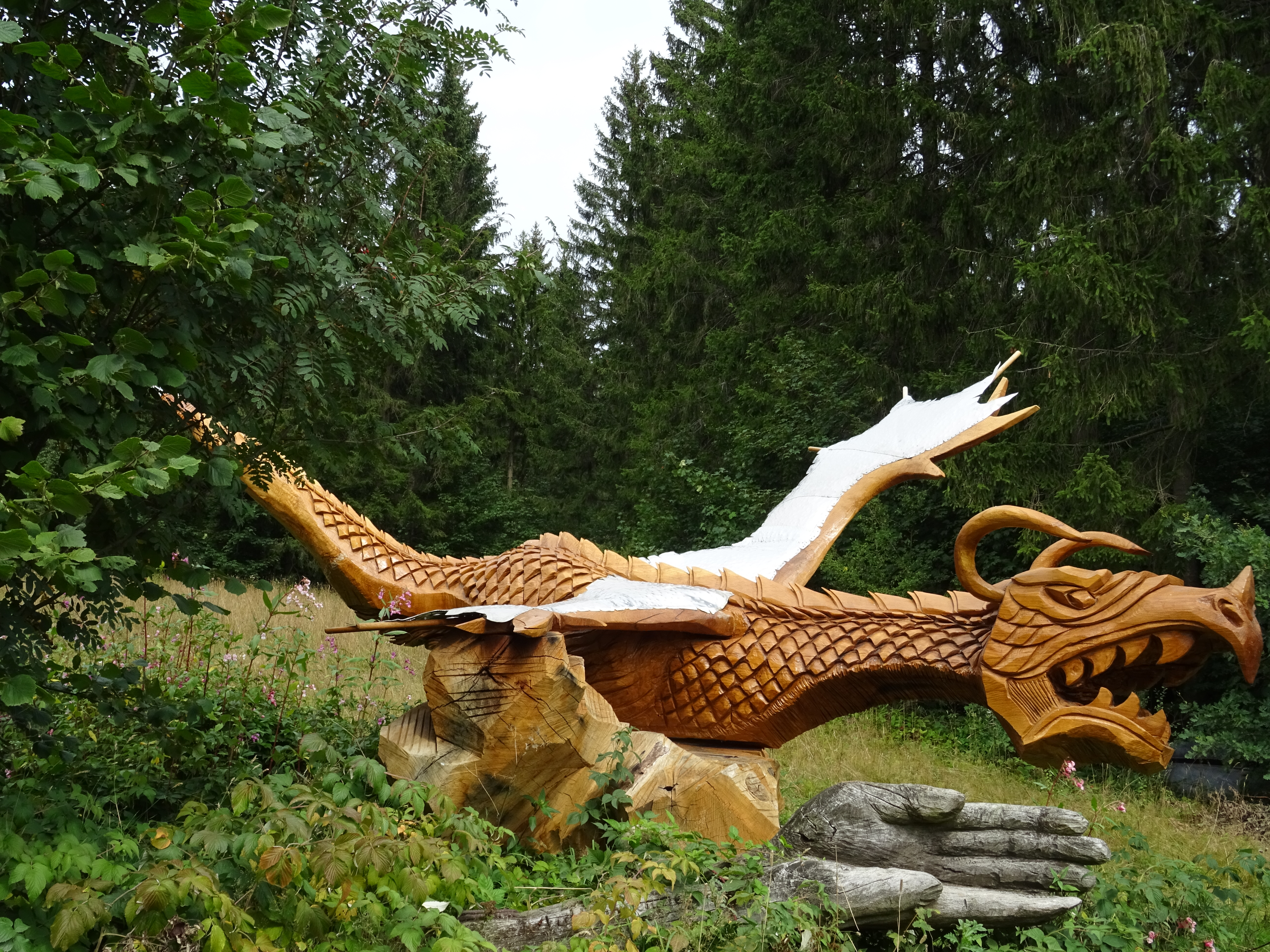
Drachenfigur

Den längsten Tisch der Welt gibt es in Blockhausen. Am 13. Mai 2010 wurde er in das Guinnessbuch aufgenommen und zertifiziert. Aus einem 41 m langen Fichtenstamm entstand dieser Tisch mit einer Gesamtlänge von 39,80 m und einem Gewicht von 2 t. Der verbliebene Baumstumpf hatte einen Durchmesser von 1,20 m. Eine vom Borkenkäfer befallene, ungefähr 120-jährige Fichte im Revier Sayda, Gemarkung Mulda, wurde im Juni 2008 zu diesem Zweck gefällt. Der befallene Baum hatte einen Mitteldurchmesser von 0,55 Meter und eine Gesamtlänge von 41 Meter, das ergibt 11,11 Festmeter. Im Oktober 2008 wurde der jetzige 5 × 50 Meter große Platz geschaffen und mit Gneisplatten ausgelegt. Der Astmöbelbauer Heiko Morgenstern stellte aus den abgetrennten Ästen die nötigen Verstrebungen und Tischbeine her. Bereits am 19. Oktober 2008 zum Tag des Traditionellen Handwerkes konnten 170 Personen am längsten Tisch der Welt Platz nehmen. Beim Huskycup zu Pfingsten 2010 entstanden die 24 Säulen für die Überdachung. Dazu kamen 24 Bergleute aus den umliegenden Regionen in ihren Bergmannsuniformen und wurden von den Huskycupteilnehmern geschnitzt. Inzwischen sind auf der Tischplatte einzelne Ereignisse der umliegenden Orte eingraviert worden.

## Internationaler Huskycup (Husqvarna-Kettensägecup)

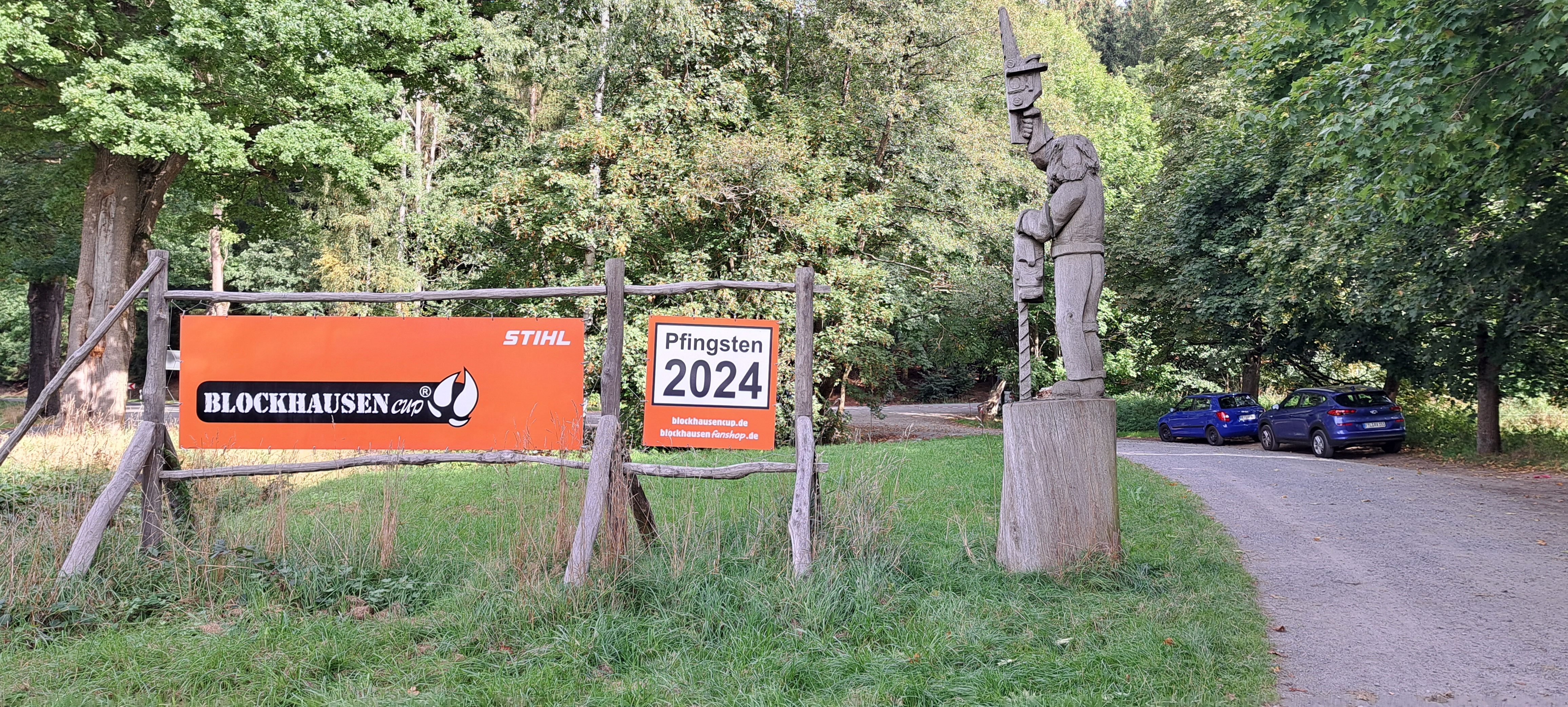
Hinweis auf die nächste Großveranstaltung 2024

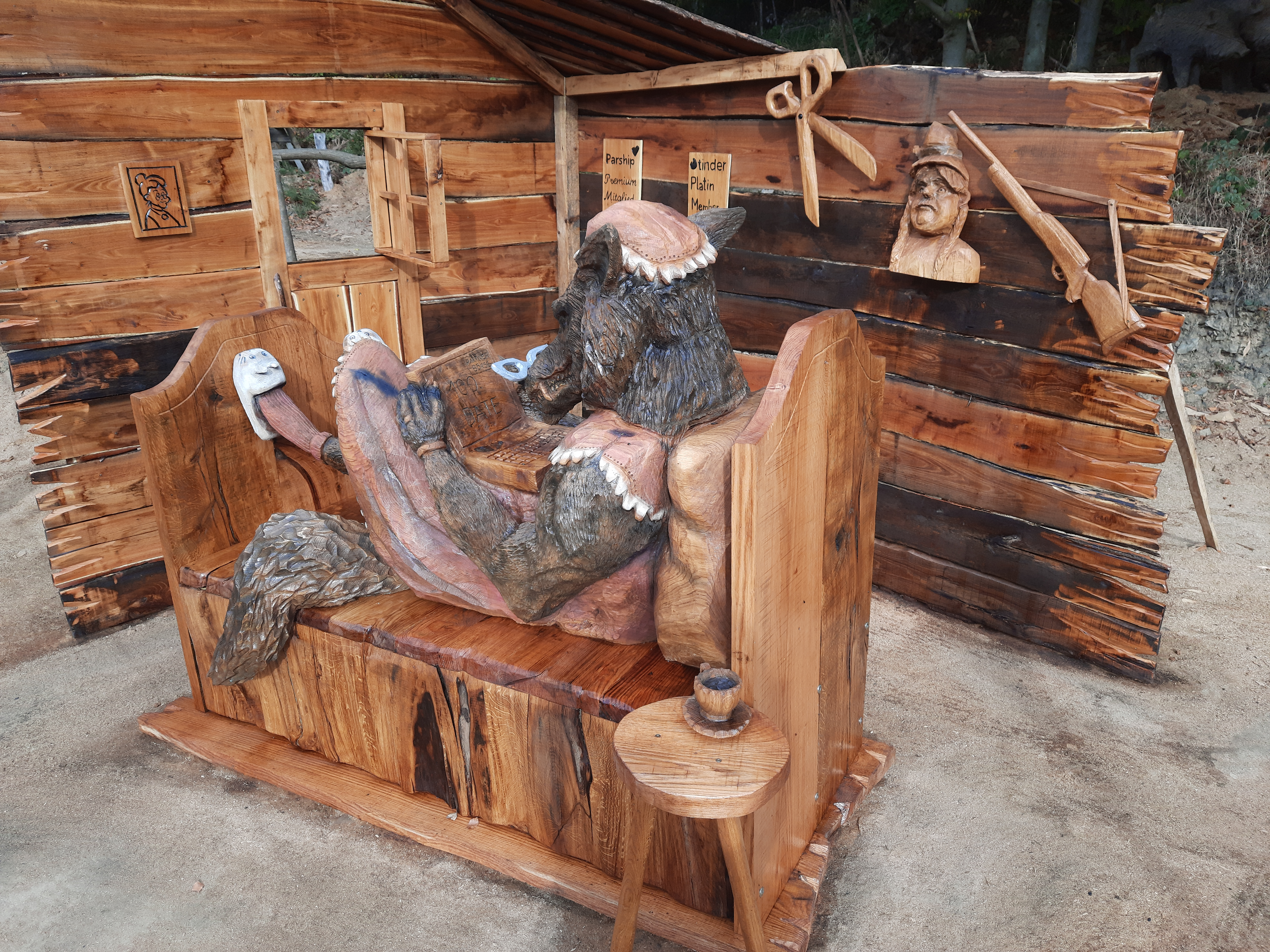
Märchenfiguren (Rotkäppchen)

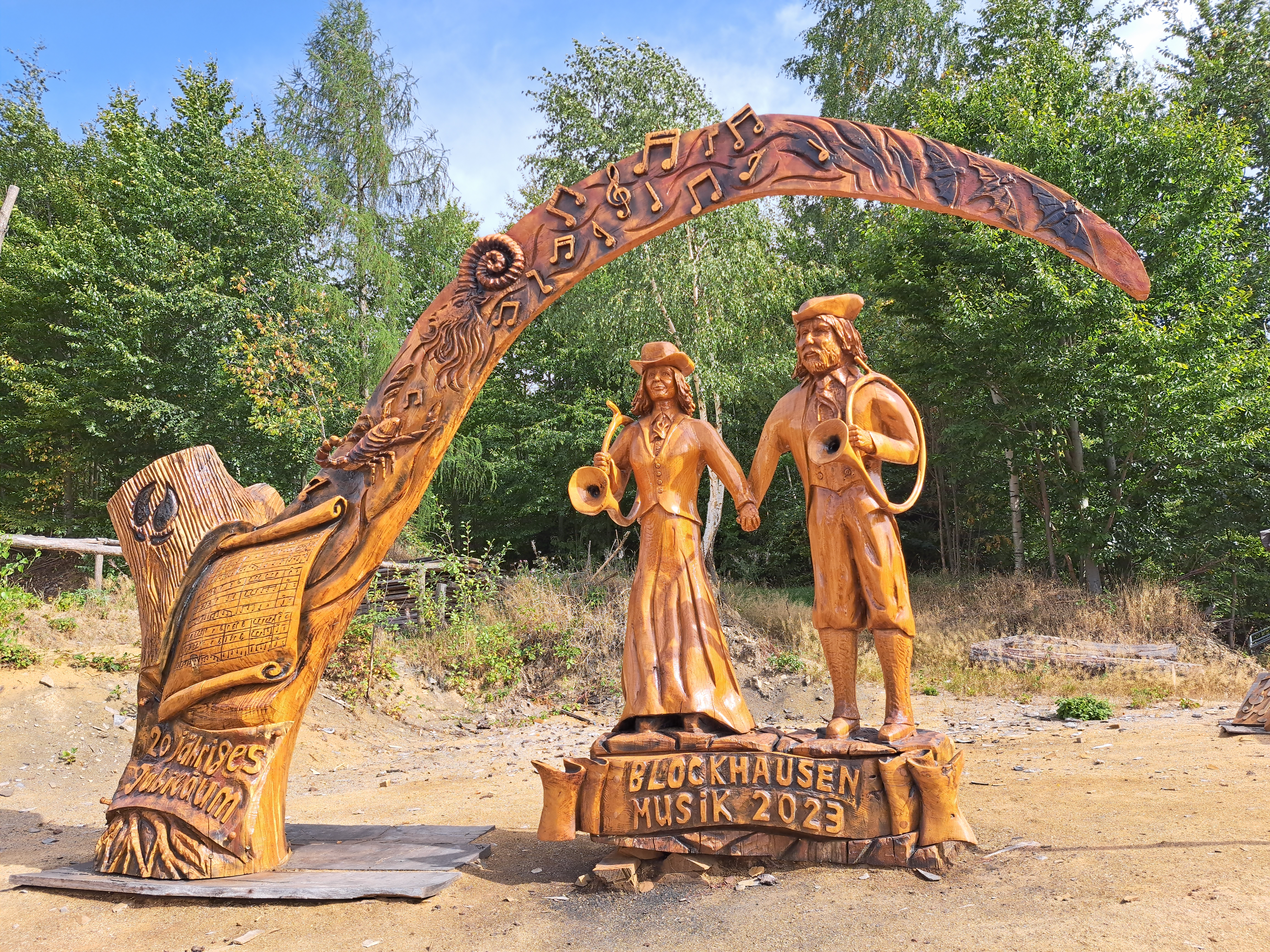
20 Jahre Blockhausen

Alljährlich zum Pfingstfest findet seit 2004 der Huskycup statt. Dabei treffen die weltweit besten Kettensägenkünstler (Chainsawcarver) der Welt aufeinander und schnitzen nach Themenvorgabe einzigartige Kunstwerke. Die Teilnehmer, die Champions der Kettensägenschnitzer, kommen aus den USA, Kanada, Österreich, Deutschland, Australien, Norwegen, Schweden, Russland, Schweiz, Finnland, Japan, England, Dänemark, Frankreich, Ecuador, Niederlanden und weiteren Ländern. Die Skulpturen werden bis 3 m hoch und bestehen aus Eichenholz. Alle geschnitzten Figuren der Wettbewerbe sind in und um Blockhausen aufgestellt. Für die Zuschauer findet dabei auch ein tägliches Schnellschnitzen (Speedcarving) mit anschließender Versteigerung statt.
An verschiedenen Terminen finden jährliche Kettensägenschnitzkurse mit verschiedenen Themen und das Kettensägenschnitzersymposium statt. Dabei können die Zuschauer wie beim Schnellschnitzen im Huskycup anschließend die Figuren ersteigern. Beim Symposium 2016 wurde zum Beispiel auch die Bundeskanzlerin Angela Merkel mit einer Kettensäge in Blockhausen verewigt.
Übersicht Huskycup (Husqvarna-Kettensägecup):
| Nr. | Jahr | Cup-Nr.                 | Thema                                                                             |
| --- | ---- | ----------------------- | --------------------------------------------------------------------------------- |
| 1   | 2004 | 1. Holzmichl-Pfingstcup | Allgemeine Figuren, Tierfiguren                                                   |
| 2   | 2005 | 2. Holzmichl-Pfingstcup | Märchenfiguren                                                                    |
| 3   | 2006 | 3. Holzmichl-Pfingstcup | allgemeine Tierfiguren                                                            |
| 4   | 2007 | 4. Huskycup             | Phantasiefiguren                                                                  |
| 5   | 2008 | 5. Huskycup             | Phantasiefiguren                                                                  |
| 6   | 2009 | 6. Huskycup             | Säulen für das große Blockhaus                                                    |
| 7   | 2010 | 7. Huskycup             | Bergmannsfiguren als Säulen des langen Tisches                                    |
| 8   | 2011 | 8. Huskycup             | Bienenbeuten                                                                      |
| 9   | 2012 | 9. Huskycup             | Figuren aus dem Roman Die Hebamme                                                 |
| 10  | 2013 | 10. Huskycup            | Tierkreiszeichen                                                                  |
| 11  | 2014 | 11. Huskycup            | Mystische Figuren                                                                 |
| 12  | 2015 | 12. Huskycup            | Jagdgeschichten aus dem Mittelalter                                               |
| 13  | 2016 | 13. Huskycup            | Wikinger überfallen ein englisches Dorf-                                          |
| 14  | 2017 | 14. Huskycup            | Die großen Wildtiere Europas bei der Liebe oder im Kampf!                         |
| 15  | 2018 | 15. Huskycup            | Eine Weihnachtskrippe nur mit Bergleuten (Freiberger Berg- und Hüttenknappschaft) |
| 16  | 2019 | 16. Huskycup            | Drachen aus aller Welt                                                            |
| 17  | 2020 | abgesagt                |                                                                                   |
| 18  | 2021 | 18. Blockhausen Cup     | Grimms Märchen Teil 2                                                             |
| 19  | 2022 | 19. Blockhausen Cup     | Schamanen und Medizinmänner                                                       |
| 20  | 2023 | 20. Blockhausen Cup     | 20 Jahre Blockhausen freie Themenwahl                                             |
| 21  | 2023 | 21. Blockhausen Cup     |                                                                                   |

## Biotop
Die Fichtenmonokultur mit Nadelstreuboden ohne Bewuchs und das intensiv genutzte Grünland mit verrohrtem Bachlauf sind Grundlage für ein vielfältiges Biotop. Zu den beheimateten Arten zählen sieben Fledermausarten, darunter die Zwergfledermaus, sowie Erdkröten, Ringelnattern, Grasfrosch und Molche. Eidechsen, wie die selten gewordene Zauneidechse, nutzen das Trockenmauerwerk und die Holzstapel. Eine Streuobstwiese mit über 90 Bäumen bietet Insekten Lebensraum. Über 80 Vogelarten sind in diesem mehrschichtigen Mischwald und seinen Wiesenflächen kartiert worden. Zahlreiche hohe Baumstümpfe wurden stehen gelassen, um Buntspechten einen Lebensraum zu geben.